# Dipartimento governativo
Un dipartimento governativo è una struttura organizzativa di singoli ministeri prevista in vari ordinamenti statali.

## In Italia

### Disciplina normativa
In Italia, la struttura dipartimentale è il modello organizzativo tipico di vari ministeri e della presidenza del Consiglio dei ministri. Secondo l'art. 5 del D.Lgs. 300/1999 (Riforma dell'organizzazione del governo) i dipartimenti ministeriali sono costituiti per assicurare l'esercizio organico ed integrato delle funzioni del ministero; ai dipartimenti sono attribuiti compiti finali concernenti grandi aree di materie omogenee e i relativi compiti strumentali, ivi compresi quelli di indirizzo e coordinamento delle unità di gestione in cui si articolano, quelli di organizzazione e quelli di gestione delle risorse strumentali, finanziarie e umane.

### Struttura
Al dipartimento è preposto un capo di dipartimento che, secondo lo stesso articolo, svolge compiti di coordinamento, direzione e controllo degli uffici di livello dirigenziale generale compresi nel dipartimento stesso, al fine di assicurare la continuità delle funzioni dell'amministrazione ed è responsabile dei risultati complessivamente raggiunti dagli uffici dipendenti, in attuazione degli indirizzi del ministro.
Gli incarichi di capo dipartimento sono conferiti, ai sensi dell'art. 19, comma 3, del d.lgs. 30 marzo 2001, n. 165, con decreto del Presidente della Repubblica, previa deliberazione del Consiglio dei ministri, su proposta del Ministro competente, a dirigenti della prima fascia dello Stato o - con contratto a tempo determinato, di durata non superiore a tre anni - a persone, anche estrane all'amministrazione statale, in possesso delle specifiche qualità professionali indicate nel comma 6 dello stesso articolo (esperienza almeno quinquennale in funzioni dirigenziali in enti ed aziende, anche private; particolare specializzazione professionale, culturale e scientifica desumibile dalla formazione universitaria e postuniversitaria, da pubblicazioni scientifiche e da concrete esperienze di lavoro maturate per almeno un quinquennio in posizioni funzionali previste per l'accesso alla dirigenza; provenienza dai settori della ricerca, della docenza universitaria, delle magistrature e dei ruoli degli avvocati e procuratori dello Stato). Tali incarichi hanno durata non inferiore a tre anni e non superiore a cinque (art. 19, comma 2, d.lgs. 165/2001) ma cessano se, nel frattempo, cambia il Governo, decorsi novanta giorni dal voto sulla fiducia allo stesso (art. 19, comma 8, d.lgs 165/2001).
Nei ministeri dove non esiste il dipartimento la suddivisione di massimo livello è la direzione generale ed è istituito un segretario generale.

### Organizzazione
Dal punto di vista organizzativo il dipartimento è un'unità di tipo divisionale, laddove la direzione generale è un'unità organizzativa di tipo funzionale.
Dal dipartimento dipendono le Direzioni generali.